# Thymus hyemalis
Thymus hyemalis là một loài thực vật có hoa trong họ Hoa môi. Loài này được Lange miêu tả khoa học đầu tiên năm 1863.

## Hình ảnh

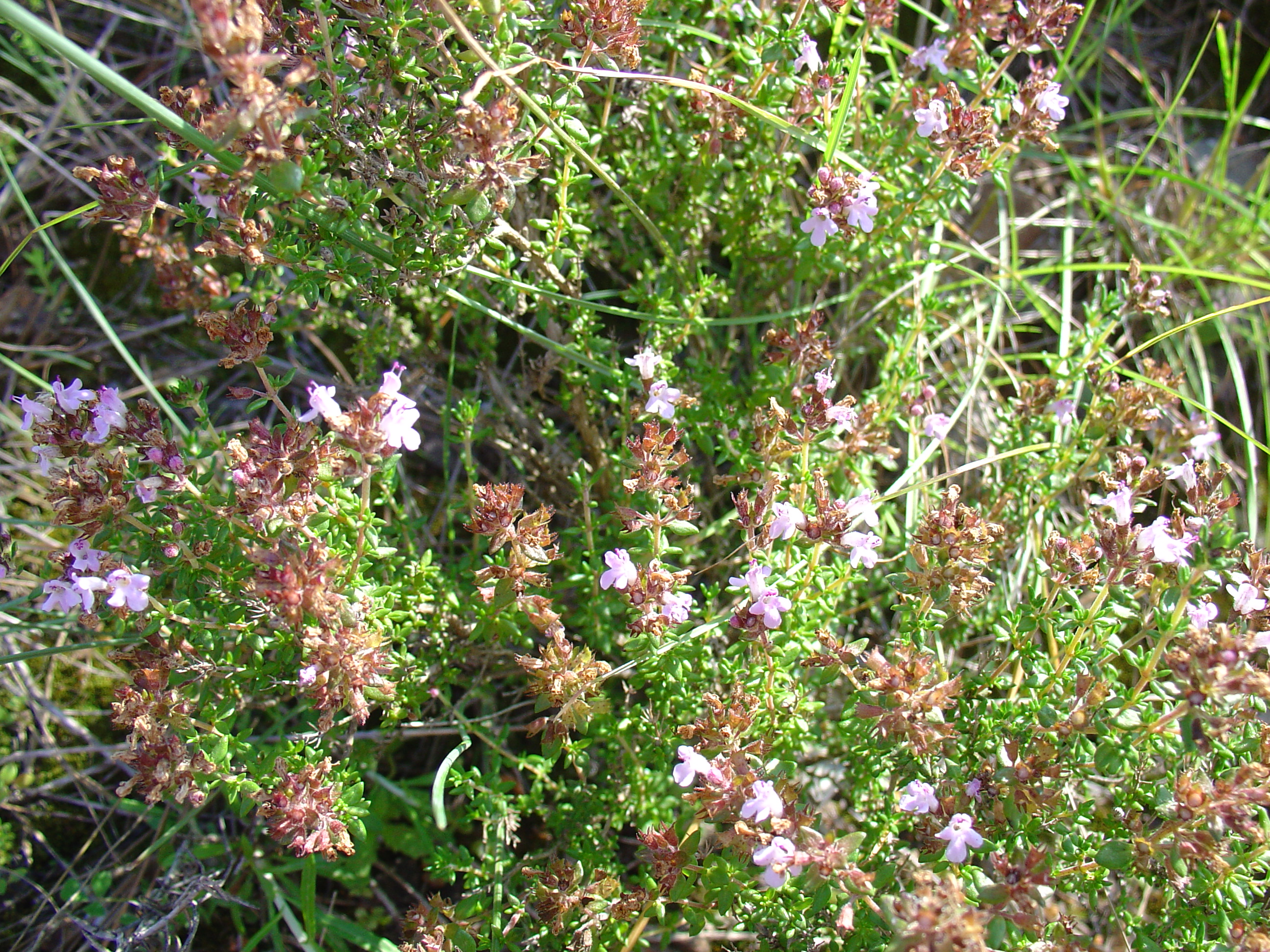
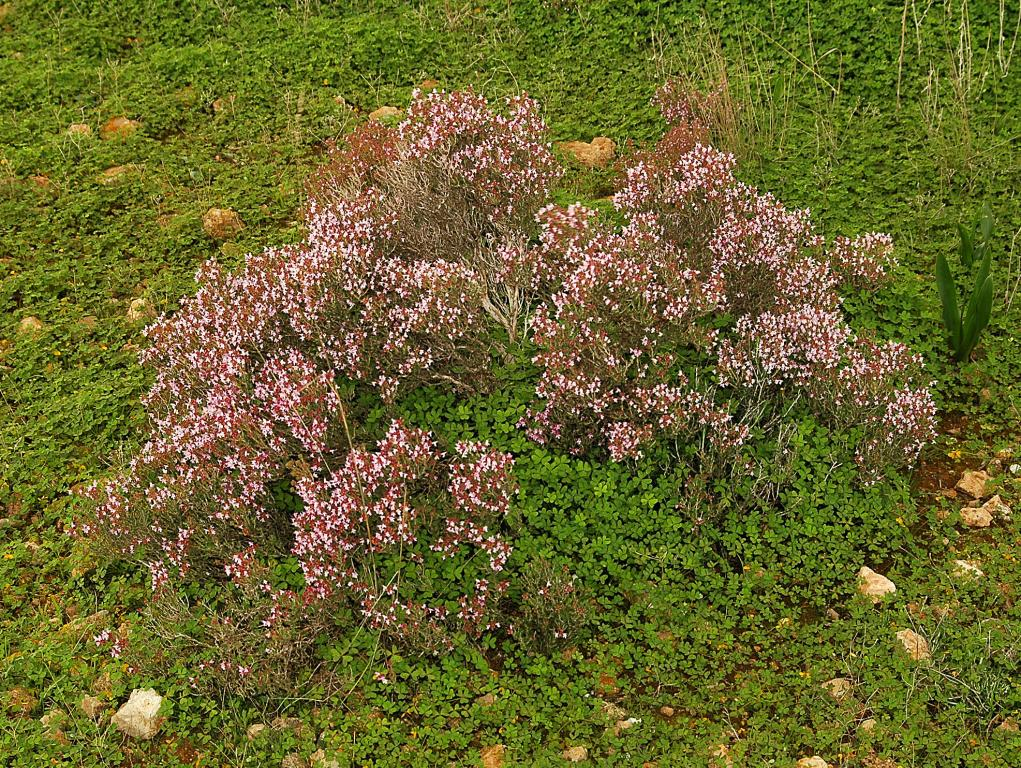